# 徐陵 (孫呉)
徐 陵（じょ りょう、生没年不詳）は、中国後漢末期から三国時代の呉の政治家。字は元大。揚州会稽郡太末県の人。子は徐平。

## 生涯
徐陵は無名の人物であったが、虞翻は、徐陵や丁覧がまだ県の下っ端の役人の身分であったり世間の人から認められておらぬ境遇の時に、一度会っただけですぐさま友人としての交わりを結び、やがて徐陵や丁覧の名が人々の間に知られるよう守り立てたという。
のちに3つの県の県令を歴任したが、そのいずれの県でも評判が良かった。のちに荊州の零陵太守に昇進した。その当時、朝廷では、やがて列卿の位に升るべき人材として遇していた。そうしたことから、虞翻も手紙の中で「元大（徐陵）どのは上卿としての待遇を受けておられるが、叔向が晋で受けた手厚い待遇も、これに勝るものではない」と評価した。このように、徐陵は呉の中で人々から重んぜられたという。
徐陵が亡くなった後、徐陵の小作人や田畑が他人に奪われるということがあった。その時、駱統は徐陵の遺族のために訴訟を起こし、既に亡くなっていた丁覧や卜静の遺族に与えられたと同様の優遇を与えてほしいと孫権に願い出ると、孫権はそれを許可した。このことから、徐陵は黄武7年（228年）以前に亡くなっていることがわかる。